# 斗猛矢
斗猛矢（ともや）は、日本のプロレスラー。政治家（北海道登別市議会議員）。北海道登別市出身。本名：足立 知也（あだち ともや）。

## 略歴
北海道登別高等学校卒業後、札幌市に移る。吉田学園札幌経理専門学校、自由が丘産能短期大学卒業。1996年1月25日デビュー。道産子プロレス道場 元気に所属し、PWCなどのインディー団体で経験を積む。コンドル（当時は「ヘブン」）、アジアン・クーガー、ファントム船越とZIPANGを設立。
1997年10月18日、出身地である北海道登別市でプレ旗揚げ戦、翌1998年3月に旗揚げ戦を行う。しかし同年9月、クーガーと船越が、西野勇喜、ザ・グレート・タケルと、当時参戦していたIWA・JAPANを中心に活動するユニット「Jolt Jokers」を結成の興行中に宣言した事を受けて離脱（団体追放処分）した事から、団体活動は徐々に縮小化、他団体参戦が中心となる（2003年3月、団体は活動休止）。
2002年12月、WMFに参戦。初試合が登別市での凱旋興行として挙行される。
2003年7月25日、王座決定トーナメントで優勝し、WMF認定ジュニアヘビー級王座を獲得。
2005年より、改めて登別市に拠点を持ち、EMMA（エンマ）を結成。プロレス教室を開き選手の育成を開始。当初は公共施設を借りる形での練習であり、本人は首都圏を中心に活動。
2007年4月29日、北海道夕張市で開催された大仁田厚の自主興行（チャリティープロレス）に、プロレス教室の練習生と共に参戦。活動拠点を登別市に移した事、道場を設立し団体としての旗揚げを予定している事を正式に宣言。10月21日、当時三冠ヘビー級王座にあった佐々木健介を招聘してのEMMA旗揚げ戦を、道場である「アレナノボリベツ」で開催。
2008年4月、第2弾興行を開催。
2019年現在、EMMAとしての興行は行っておらず、道内で行われる各団体（道南リング、北都プロレス、全日本プロレス、DDTプロレスリング、WRESTLE-1など）の興行への参戦が中心となっている。

## 政治活動
2019年2月27日、4月に実施される（第19回統一地方選挙）登別市議会議員選挙に立候補すると本人から発表された。4月21日に行われた登別市議会議員選挙にて、674票を獲得し初当選。

## タイトル歴
- CDDIタッグ王座
- IWA世界ジュニアヘビー級タッグ王座
- WMF認定ジュニアヘビー級王座

## エピソード
北海道を拠点として旗揚げしたプロレス団体としては、（拠点が別地域に移ったものなどを含めると）若松市政が興し、斗猛矢も所属した道産子プロレス道場 元気を嚆矢として、ジョージ高野のFSR、畠中浩旭のASP、佐山聡の掣圏道、クレイン中條の北都プロレスがある。しかし、札幌テレビが制作し、EMMA旗揚げ戦を取り上げ、2007年11月4日に放映されたドキュメント番組『D!アンビシャス』では、「道内初のプロレス団体!」と番組紹介でも、番組中のテロップでも流された（現在同局のHPでは表現が少し柔らかくなり「道内発のプロレス道場」と掲載されているが、設立当時のFSRを紹介した北海道新聞の記事でも「道内初の道場」と銘打たれていた）。